# Мирогощанська сільська рада
Мирогощанська сільська́ ра́да — колишній орган місцевого самоврядування в Дубенському районі Рівненської області. Адміністративний центр — село Мирогоща Перша.

## Загальні відомості
- Мирогощанська сільська рада утворена в 1939 році.
- Територія ради: 51,12 км²
- Населення ради: 4 217 осіб (станом на 2001 рік)

## Населені пункти
Сільській раді підпорядковані населені пункти:
- с. Мирогоща Перша
- с. Костянець
- с. Липа
- с. Мирогоща Друга
- с. Мокре

## Склад ради
Рада складалася з 20 депутатів та голови.
- Голова ради: Чух Надія Степанівна
- Секретар ради:

### Керівний склад попередніх скликань
| Прізвище, ім'я, по батькові | Основні відомості                                                 | Дата обрання | Дата звільнення |
| --------------------------- | ----------------------------------------------------------------- | ------------ | --------------- |
| Чух Надія Степанівна        | Сільський голова, 1962 року народження, освіта вища               | 26.03.2006   | 31.10.2010      |
| Чух Надія Степанівна        | Сільський голова, 1962 року народження, освіта вища, позапартійна | 31.10.2010   |                 |

Примітка: таблиця складена за даними сайту Верховної Ради України